# Tautavel
Tautavel (på catalansk: Talteüll) er en by og kommune i departementet Pyrénées-Orientales i Sydfrankrig. Rester af det forhistoriske menneske Tautavel-manden er fundet i nærheden, og byen har et museum og et center for studie af forhistoriske mennesker (Centre Européen de Recherches Préhistoriques de Tautavel).

## Geografi
Tautavel ligger i den nordlige del af departementet i Agly-dalen i landskabet Corbières. Verdouble, en biflod til Agly, løber gennem byen. Mod nord ligger Corbières vilde klipper og kløfter, mod syd og sydvest ligger Fenouillèdes' skovklædte bakker og mod øst Salanque-sletten. Nærmeste byer er mod nordøst Vingrau (6 km), mod sydøst Cases-de-Pène (11 km) og mod sydvest Estagel (9 km). Nærmeste større by er Perpignan (27 km) mod sydøst.

## Historie
I nærheden af Tautavel ligger Arago-grotten, som siden 1963 har været genstand for arkæologiske udgravninger. Grotten ligger med udsigt over dalen og har beskyttet knoglerester fra forhistorisk tid. I juli 1971, efter 7 års udgravninger, fandt et udgravningshold ledet af Henry de Lumley fragmenter af et 350.000 år gammelt menneskekranium. Tautavel-manden, som er af arten Homo heidelbergensis, var omkring 20 år gammel og målte 160 cm.
Siden er resterne af yderligere 100 mennesker fra forhistorisk tid fundet. De arkæologiske rester har gjort det muligt at rekonstruere livet for en gruppe Homo heidelbergensis, som har et nomade- og jægerfolk. Grotten har formentligt været brugt helt fra 690.000 til 60.000 år fvt.

## Demografi

### Udvikling i folketal
| 1962                                                              | 1968 | 1975 | 1982 | 1990 | 1999 | 2007 | 2012 | 2017 |
| ----------------------------------------------------------------- | ---- | ---- | ---- | ---- | ---- | ---- | ---- | ---- |
| 978                                                               | 947  | 776  | 654  | 738  | 851  | 916  | 869  | 866  |
| Tal fra og med 1962 er uden dobbelttælling (sans doubles comptes) |      |      |      |      |      |      |      |      |